# Залеский, Аугуст
Аугуст Залеский (пол. August Zaleski; 13 сентября 1883, Варшава, Царство Польское, Российская империя — 7 апреля 1972, Лондон, Великобритания) — польский политик и дипломат, дважды министр иностранных дел Польши (1926—1932, 1939—1941), президент Польши в изгнании с 7 июня 1947 по 7 апреля 1972 года.

## Биография

#### Ранние годы и образование
Родился 13 сентября 1883 года в Варшаве. Среднее образование получил в Праге, высшее — в Лондонской школе экономики и политических наук.

#### Карьера дипломата
После провозглашения независимости Польши в 1918 году на дипломатической службе. Был послом в Швейцарии, Греции, Италии.
В 1926—1932 годах был министром иностранных дел Польши. В эти годы Польша присоединилась к Пакту Бриана — Келлога (1928). Несколько улучшились отношения с СССР: 15 июня 1931 года был подписан польско-советский Договор о дружбе и торговом сотрудничестве, а 25 июля 1932 — Договор о ненападении. Впрочем, польско-советские отношения оставались сложными, Польша во внешней политике ориентировалась на Францию и Великобританию.
В 1928—1935 годах — сенатор Польши, затем председатель Коммерческого банка.
После начала Второй мировой войны с 1939 года жил в эмиграции во Франции. В 1939—1941 годах занимал пост министра иностранных дел в польском правительстве генерала Владислава Сикорского в изгнании. Был противником восточной политики Сикорского, резко протестовал против соглашения Сикорского-Майского, в связи с чем в 1941 году ушёл в отставку.

#### Поздняя карьера
С 1943 по 1945 год исполнял функции главы президентской службы Владислава Рачкевича.
В 1947 году после смерти Рачкевича вступил в должность президента Польши в изгнании. Когда его 7-летний срок подошёл к концу, в 1954 году он продлил своё президентство на неопределённый срок, что привело к прекращению контактов с ним части польских эмигрантских политиков, поддержавших так называемый Совет трёх, в который вошли Владислав Андерс, Томаш Арцишевский и Эдвард Бернард Рачинский, возложившие на себя президентские полномочия.
24 февраля 1971 года Залеский назначил своим будущим преемником на посту президента Станислава Островского. 7 апреля 1972 года Залеского не стало.

## Награды

#### Польские
- Орден Белого орла (1947).
- Кавалер двух Больших крестов Ордена Возрождения Польши (2 мая 1923, 11 ноября 1935).

#### Иностранные
- Орден Христа I степени (Португалия; 1931).
- Орден Орлиного креста I степени (Эстония; 1931).
- Кавалер Большого креста Венгерского ордена Заслуг (Венгрия; 1928).
- Орден Трёх звёзд I степени (Латвия).
- Кавалер цепи Ордена «За заслуги перед Чили» (Чили; 1931).
- Крест Великого Магистра Мальтийского ордена (Мальта; 1930).
- Орден Югославской короны I степени (Королевство Югославия; 1931).
- Орден Белого льва I степени (Чехословакия).